# Comunismo a la tica
El término comunismo a la tica se refiere a un término aglutinado en Costa Rica, principalmente por dirigentes del Partido Comunista Costarricense como su principal líder, Manuel Mora Valverde, que buscaban fomentar un comunismo diferente al impuesto por Moscú y la Internacional Comunista, y que por el contrario, fuera un «comunismo criollo» o basado en los principios, tradiciones y valores democráticos, pacifistas e institucionales costarricenses.

## Caracterización
Manuel Mora Valverde en determinado momento fue crítico a la doctrina impuesta por la Unión Soviética a los partidos comunistas de todo el mundo, y especialmente al estalinismo, pero sin acercarse al trotskismo como solía suceder. Mora por el contrario buscaba realizar una reforma socialista en Costa Rica por medio de elecciones democráticas y respetando ciertas tradiciones costarricenses como la religión católica.
Asimismo, según Mora, su propuesta de comunismo no solo apoya la existencia de un régimen democrático, sino que también defiende una profundización de la democracia de contenido económico.
En cuanto al aspecto económico, Mora sostuvo que no era enemigo de la pequeña propiedad, sino de la gran propiedad que precisamente se forma destruyendo a la pequeña. Aunque igualmente afirmó que no tenía planteada la abolición inmediata de la gran propiedad, sino que debía regularse «en beneficio del pueblo».
Las posiciones moderadas de Mora y sus seguidores lo llevaron a confrontaciones ácidas con otros dirigentes comunistas ortodoxos como Humberto Vargas Carbonell que querían realizar los cambios por medios revolucionarios y radicales. Lo que llevó, finalmente, a una fractura del comunismo costarricense que se dividió en dos bloques; Mora Valverde que funda el Partido del Pueblo Costarricense, y Vargas Carbonell que mantiene control sobre Vanguardia Popular.
Más recientemente, el partido costarricense contemporáneo Frente Amplio ha expresado que se identifica con el legado del comunismo a la tica, aunque suelen usar el término alternativo «socialismo a la tica». José María Villalta, uno de los líderes del partido, lo define como «un socialismo que echa sus raíces en los valores y tradiciones de la sociedad costarricense, profundamente democrático», rechazando modelos autoritarios, así como también lo caracterizó como «democracia profunda, real y avanzada, democracia económica». Para Villalta, esta forma de socialismo no rechaza la empresa privada, sino que la complementa.